# Калијането (Асти)
Калијането је насеље у Италији у округу Асти, региону Пијемонт.
Према процени из 2011. у насељу је живело 646 становника. Насеље се налази на надморској висини од 152 м.